# 小行星3819
小行星3819（3819 Robinson）是一顆主帶小行星，於1983年1月12日被B. A. Skiff在旗杆市的Flagstaff (AM)發現。

## 外部連結
- JPL Small-Body Database Browser on 3819 Robinson （页面存档备份，存于）